# Lục quân Quốc gia (Hoa Kỳ)
Lục quân Quốc gia (tiếng Anh: National Army) của Hoa Kỳ từng là một lực lượng lục quân hỗn hợp gồm có các binh sĩ tình nguyện phục vụ và binh sĩ thi hành quân dịch, được Bộ Chiến tranh Hoa Kỳ thành lập vào năm 1917 để tham gia Chiến tranh thế giới thứ nhất. Lục quân Quốc gia được thành lập gồm có một bộ phận chính từ Lục quân chính quy Hoa Kỳ được tăng cường với các đơn vị của Vệ binh Quốc gia Hoa Kỳ và một phần lớn nam trong độ tuổi quân dịch.
Đạo luật tuyển quân dịch (Selective Service Act) đã thiết lập chi tiết tổng thể về cơ cấu cho lục quân. Có ba thành phần: 
1. Lục quân chính quy, được tuyển mộ ngay lập tức lên đến con số đầy đủ cho thời chiến là 286.000 mà Đạo luật quốc phòng Hoa Kỳ năm 1916 cho phép;
2. Vệ binh Quốc gia cũng được mở rộng ngay lập tức như được cho phép là khoảng 450.000; và
3. Một Lục quân Quốc gia được thành lập gồm hai lần gia tăng quân số, mỗi lần 500.000 người vào thời điểm mà Tổng thống Hoa Kỳ quyết định.

Phần lớn định dạng của ba thành phần lục quân này dần dần biến mất khi cả những binh sĩ tình nguyện và binh sĩ quân dịch trộn lẫn vào nhau trong tất cả các đơn vị để rồi đến giữa năm 1918 Bộ Chiến tranh Hoa Kỳ lại sửa đổi định dạng của tất cả các lực lượng bộ binh thành một "Lục quân Hoa Kỳ". Tuy nhiên định dạng đơn vị ban đầu của các trung đoàn, lữ đoàn, và sư đoàn vẫn tiếp tục được giữ rõ ràng bằng số. Đối với Lục quân chính quy, chẳng hạn, cấp sư đoàn được định dạng bằng số lên đến 25 trong khi số từ 26 đến 75 được dành riêng cho Vệ binh Quốc gia và số cao hơn dành cho các sư đoàn của Lục quân Quốc gia.
Vào lúc quân số cao nhất, Lục quân Quốc gia có trên 6 triệu binh sĩ. Việc được thăng cấp trong Lục quân Quốc gia thì rất nhanh. Đa số các sĩ quan lục quân được thăng cấp hai ba lần trong một khoảng thời gian chỉ hai năm. Dwight Eisenhower vào Lục quân Quốc gia với cấp bậc đại úy và trở thành trung tá hai năm sau đó. Douglas MacArthur cũng tiến thân nhanh trong Lục quân Quốc gia từ thiếu tá lên thiếu tướng trong hai năm.
Lục quân Quốc gia bị giải thể vào năm 1920. Tất cả các nhân sự nào không thuộc danh sách giải tán khỏi lệnh tổng động viên và đang giữ cấp bậc tạm thời trong Lục quân Quốc gia thì phải quay trở về cấp bậc thường trực trong Lục quân chính quy. George S. Patton giữ cấp bậc đại tá trong Lục quân Quốc gia phải quay về Lục quân chính quy với cấp bậc đại úy. Một số người như Douglas MacArthur vẫn giữ được cấp bậc thời chiến của mình trong Lục quân chính quy. Tuy nhiên, đối với những người giữ được cấp bậc thời chiến của mình, thực tế là họ sẽ vẫn giữ cấp bậc đặc biệt đó trong nhiều năm trời sau đó. Điều này khiến cho một số sĩ quan tài giỏi bỏ quân ngũ trong những năm giữa hai đại chiến.
Trong thời Chiến tranh thế giới thứ hai, Lục quân của Hoa Kỳ được thành lập với vai trò là hậu thân của Lục quân Quốc gia. Lục quân của Hoa Kỳ hoạt động trong những nguyên tắc tương tự như lực lượng tiền thân của nó. Nó cũng là lực lượng kết hợp giữa Lục quân chính quy, Vệ binh Quốc gia, và các lực lượng quân dịch thành một đơn vị tác chiến. Lục quân của Hoa Kỳ cũng hợp nhất các lực lượng trừ bị, một điều mà Lục quân Quốc gia chưa từng làm vì trong Chiến tranh thế giới thứ nhất, quân trừ bị là một khái niệm rất mới mẻ. Thông lệ, thuật từ "Lục quân Quốc gia" vẫn tiếp tục được sử dụng để chỉ cả những Lục quân thời chiến và những lực lượng thi hành quân dịch trong những lần Hoa Kỳ dùng đến chính sách quân dịch sau Chiến tranh thế giới thứ hai.